# Stoilești
Stoilești es una comuna ubicada en el distrito Vâlcea, Rumania.

## Superficie
Posee una superficie de 63,71 kilómetros cuadrados.

## Demografía
Hasta 2021 la población era de 3341 habitantes, con una densidad de población de 52,44 habitantes por kilómetro cuadrado.